# 第三共和国 (大韓民国)

大韓民国
대한민국 (韓国語)
大韓民國 (韓国語)

国歌: 애국가（朝鮮語）
愛国歌
大韓民国の位置

第三共和国（だいさんきょうわこく）とは、1963年から1972年までの間、大韓民国（韓国）で存続した国家である。

## 概要
憲法上規定された政体を指す言葉であるが、韓国では第三共和政ではなく「第三共和国」と呼ばれている。1961年に成立した軍事政権である国家再建最高会議が、民政に復帰することにより成立した。この間、軍事政権の有力者であった朴正煕が、軍の要職を辞して文民として大統領職に就き、任期を重ねた。
韓国経済は第三共和政期に大成長した。「漢江の奇跡」はその実態を表している。1950年代は世界最貧国の一角として北朝鮮に脅される存在であったものの、朴正煕体制下で経済体制は大転換を迎え、一気に成長していった。

## 歴史
朴正煕は1967年の大統領選挙に立候補し、51.4%の得票率で再選された。当時の憲法では大統領職の三選は禁止されていた。朴は1969年の国会における憲法改正（3選改憲）で、3回目の大統領選立候補を可能とした。1971年の大統領選では、野党新民党の金大中と競い、辛勝して三選を果たしたが、続く国会議員選挙で新民党が躍進したことから、再度の憲法改正が不可能になった。そのため、1972年10月に「特別宣言」を発表、同時に非常戒厳令を宣布して憲法の効力を一部停止した上で、憲法を改正した（十月維新）。11月21日の国民投票での憲法改正案承認を経て、政体を第四共和国へと改めた。